# Gallinago delicata
Gallinago delicata là một loài chim trong họ Scolopacidae.

## Hình ảnh

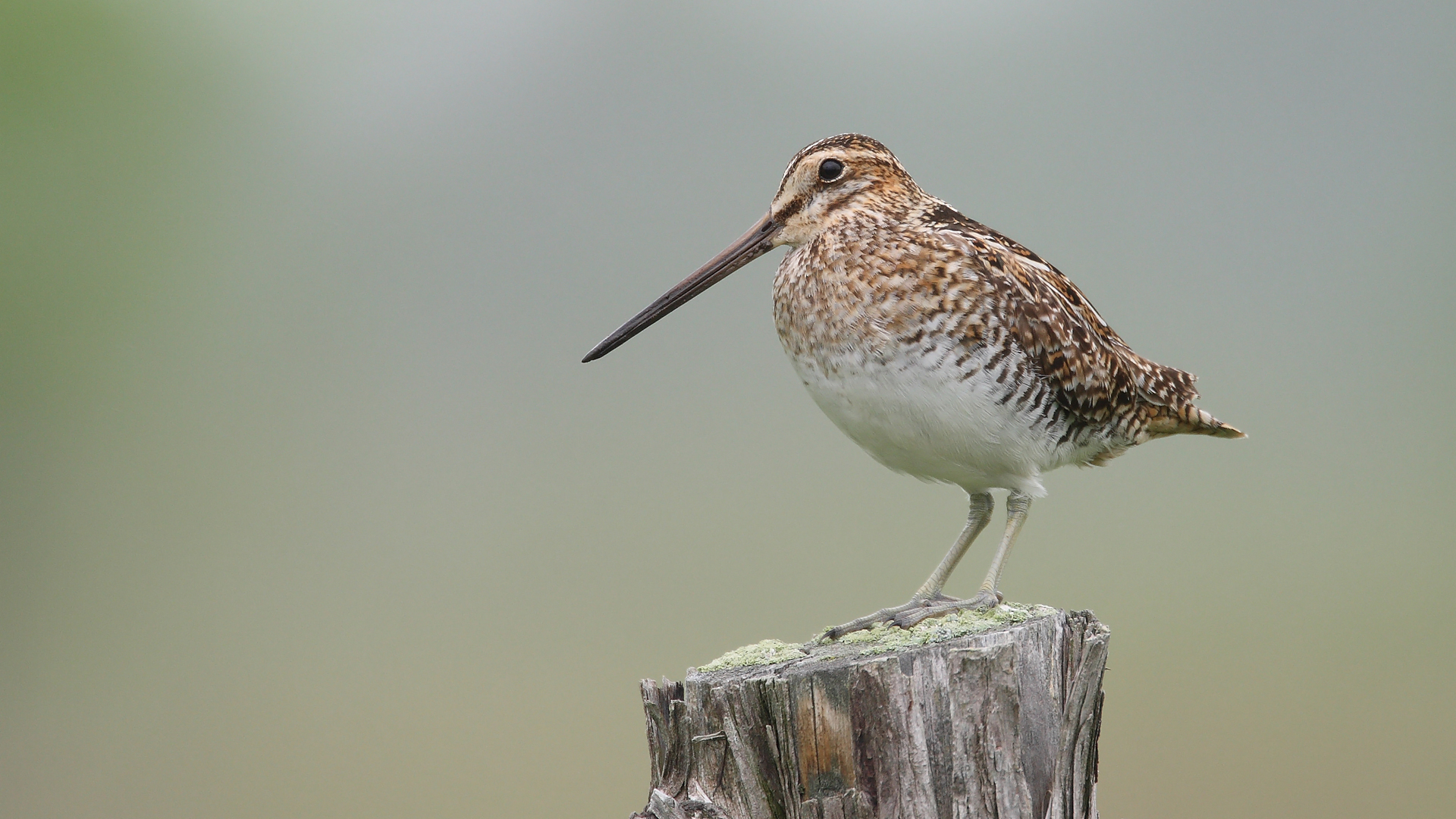
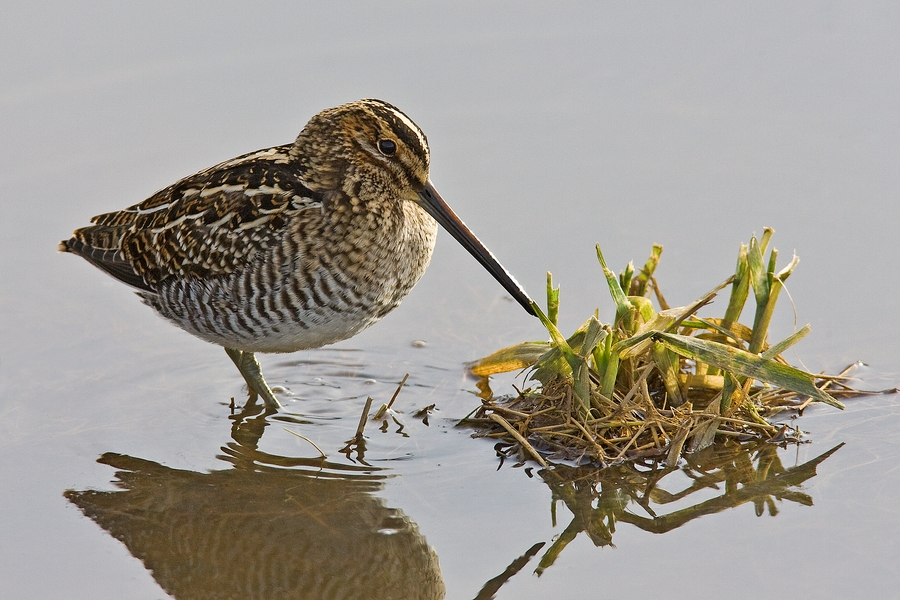
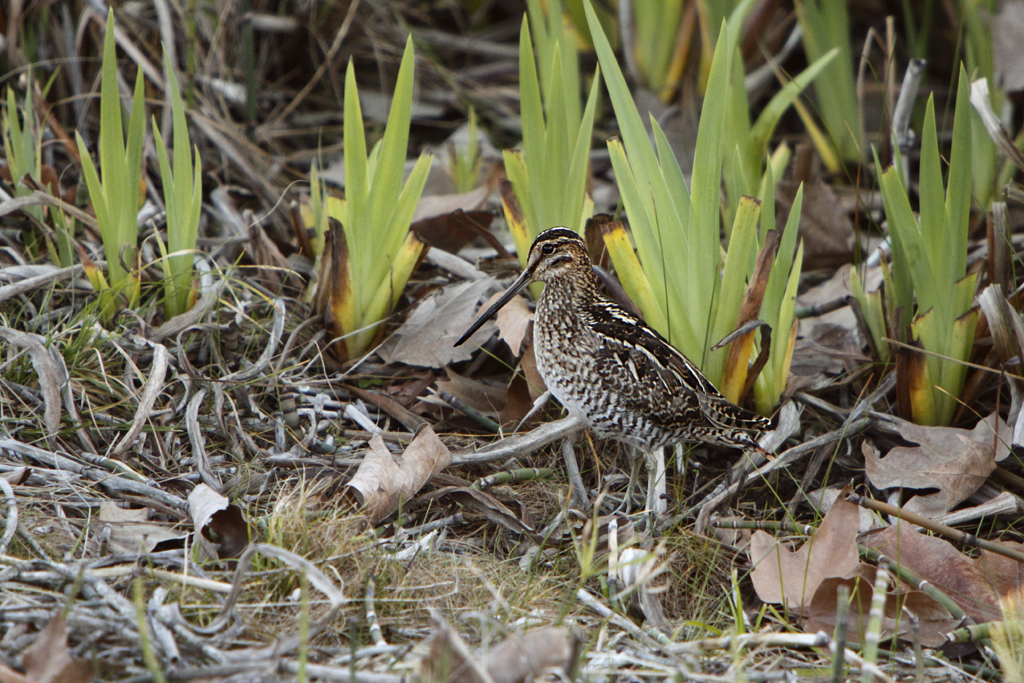
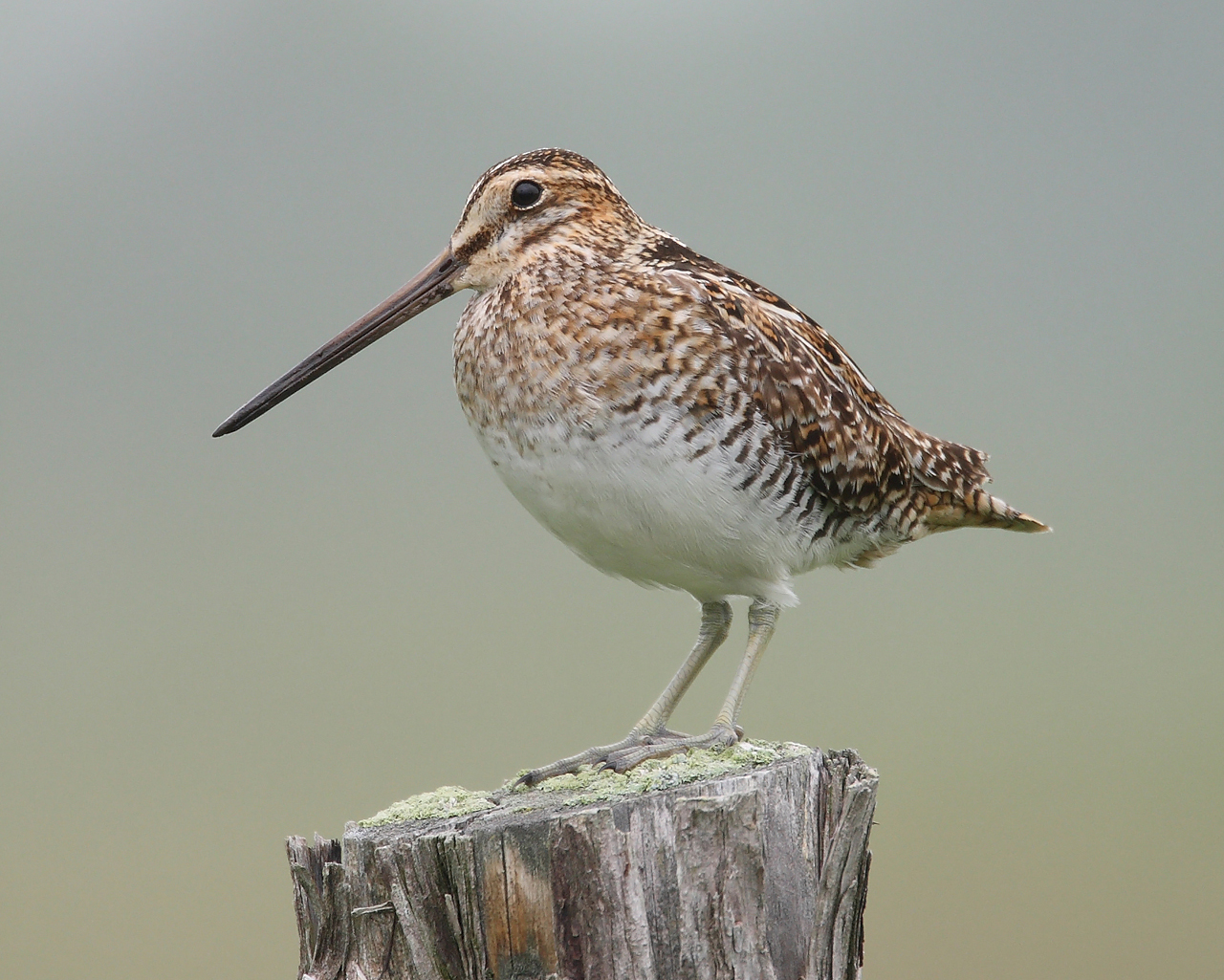